# 조제 아구아스
조제 핀투 드 카르발류 산투스 아구아스(포르투갈어: José Pinto de Carvalho Santos Águas, 1930년 11월 9일 ~ 2000년 12월 10일 )는 포르투갈의 전 축구 선수, 전 축구 감독으로 선수 시절 포지션은 스트라이커였다.